# Ikarier

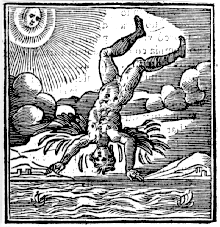
Der Sturz des Ikarus (Darst. 16. Jahrh.)

Ikarier sind Artisten, die sich auf eine besondere Art von Darbietungen (Ikarische Spiele) spezialisiert haben.

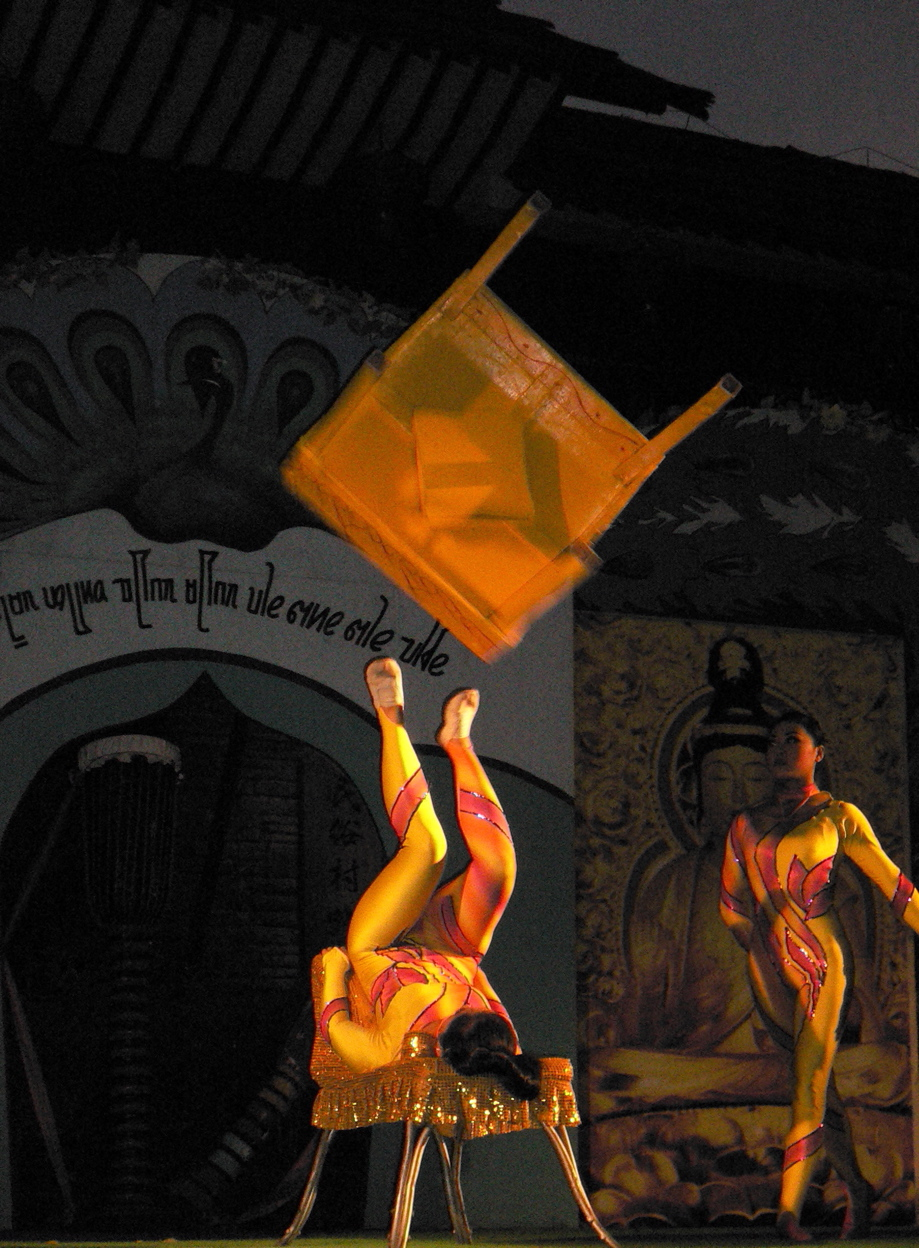
Antipodistin mit einem Tisch als Jonglage-Objekt

Bei einer Ikarier-Nummer liegt eine Unterperson, der Antipodist (abgeleitet von Antipode), mit dem Rücken auf der Trinka (gepolstertes Lager als schiefe Ebene, frz. auch Couchette genannt) und schleudert die Oberperson, den Flieger, mit seinen Füßen in die Luft. Die so hochgeworfenen Partner vollführen ihrerseits ggf. Sprungkombinationen und Salti. Gelegentlich werden neben Menschen auch Objekte, wie beispielsweise Tisch, Stuhl, Rolle oder mehrere Tücher mit den Füßen jongliert.
Der Name leitet sich von der griechischen Sagengestalt Ikarus ab, welcher mittels künstlicher Schwingen aus seiner Gefangenschaft zu fliehen versuchte.
Eine der berühmtesten deutschen Ikarier-Gruppen war die Truppe der jüdischen Zirkusfamilie Lorch. Sie hatte in Europa sowie Nord- und Südamerika Engagements bei Zirkussen, Theatern und Varietés. Beispielsweise trat die Ikarier-Gruppe von 1909 bis 1912 als „Lorch Family“ in der Tournee „Ringling Bros World's Greatest Shows“ in den USA auf. Die Lorchs begleiteten außerdem den Zirkus Sarrasani bei seiner ersten Südamerikareise (1923 bis 1925). In der Zeit des Nationalsozialismus wurden Mitglieder der Familie deportiert und im KZ Auschwitz ermordet.
Weitere bekannte Ikarier waren z. B. die Kremos (siehe Béla Kremo).